# Rhipidomys leucodactylus
Rhipidomys leucodactylus és una espècie de mamífer rosegador de la família dels cricètids. Viu a Bolívia, el Brasil, l'Equador, la Guaiana Francesa, Guyana, el Perú i Surinam. El seu hàbitat natural són els boscos de plana. És una espècie en risc mínim, és a dir, no sembla que hi hagi cap amenaça significativa per a la seva supervivència. El seu nom específic, leucodactylus, significa ‘dit blanc’ en llatí.